# Ga Phawana MRT

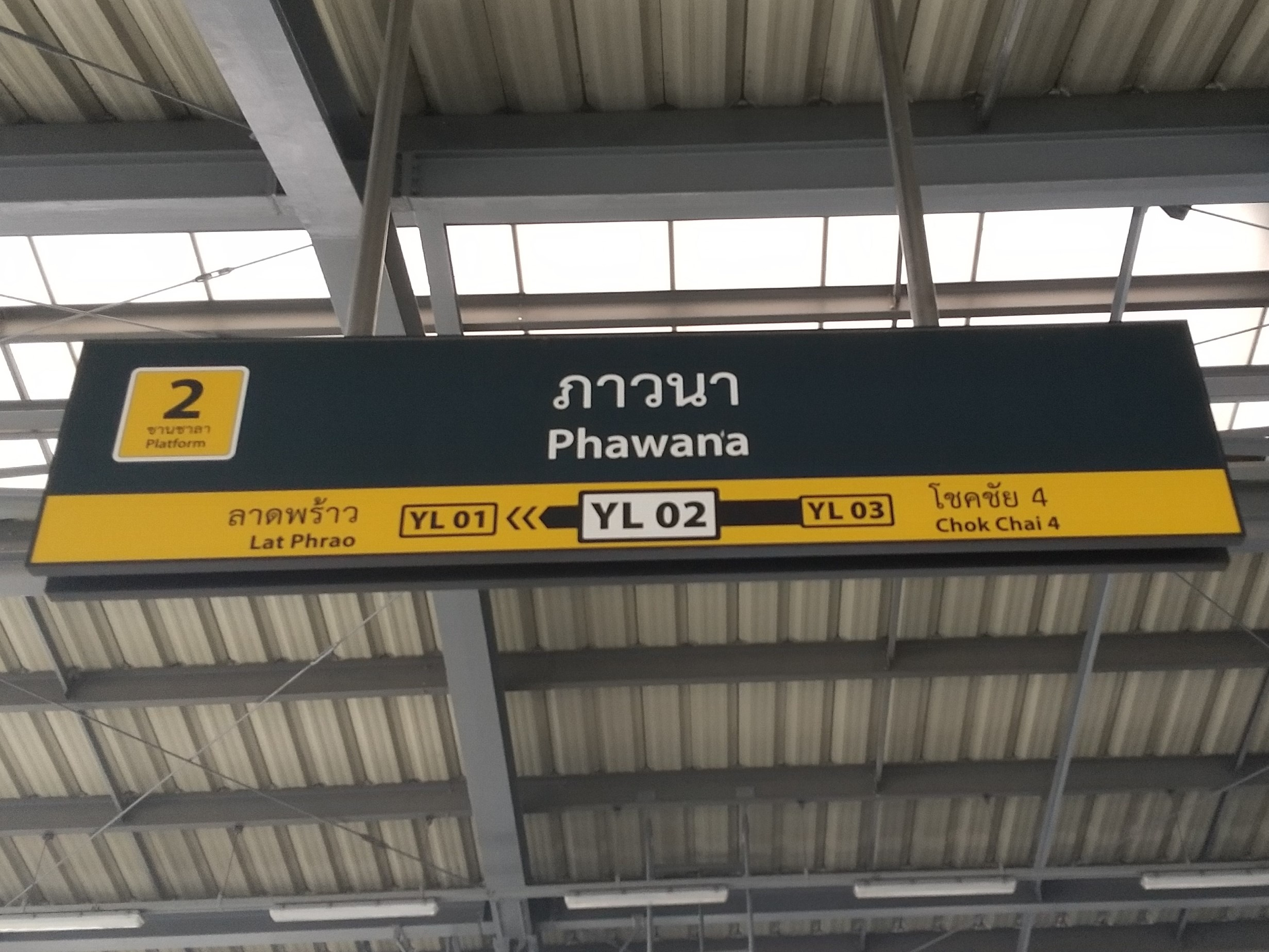
Biển hiệu

Ga Phawana (tiếng Thái: สถานีภาวนา) là một Bangkok MRT trên Tuyến Vàng. Nhà ga nằm trên Đường Lat Phrao, gần Soi Lat Phrao 41 (Soi Phawana) tại quận Huai Khwang, Băng Cốc. Nhà ga có bốn lối vào. Nó được mở cửa ngày 12 tháng 6 năm 2023 như một phần chạy thử nghiệm giữa Hua Mak và nhà ga này. Đoạn cuối giữa Phawana và Lat Phrao mở cửa ngày 19 tháng 6 năm 2023.